# Тумаровка (Светлогорский район)
Тумаровка (бел. Тумараўка) — деревня в Красновском сельсовете Светлогорского района Гомельской области Белоруссии.
Кругом лес.

## География

### Расположение
В 45 км на северо-запад от Светлогорска, 42 км от железнодорожной станции Светлогорск-на-Березине (на линии Жлобин — Калинковичи), 148 км от Гомеля.

## Транспортная сеть
Транспортные связи на просёлочной, затем автомобильной дороге Бобруйск — Речица. Планировка состоит из прямолинейной улицы, близкой к меридиональной ориентации. Застройка двусторонняя, деревянная, усадебного типа.

## История
Согласно письменным источникам известна с XIX века как селение в Паричской волости Бобруйского уезда Минской губернии. Обозначена на карте 1866 года, которая использовалась Западной экспедицией по осушению болот. В 1879 году обозначена в числе селений Королёвослободского церковного прихода.
В 1924 году открыта школа (вместо школы в деревня Василёвка), размещалась в наёмном крестьянском доме. В 1931 году организован колхоз имени Ворошилова, работала кузница. В 1936 году в деревню были переселены жители посёлка Селец. Согласно переписи 1959 года располагался клуб.

## Население

### Численность
- 2021 год — 26 жителей

### Динамика
- 1897 год — 34 двора, 262 жителя (согласно переписи)
- 1908 год — 45 дворов, 314 жителей
- 1917 год — 388 жителей
- 1925 год — 76 дворов
- 1959 год — 366 жителей (согласно переписи)
- 2004 год — 33 хозяйства, 53 жителя
- 2021 год — 26 жителей

## Известные уроженцы
- М. М. Каковский — один из организаторов партизанского движения на Гомельщине во время Великой Отечественной войны (комиссар партизанского отряда «Смерть фашизму» 123-й Октябрьской бригады имени 25-летия БССР, затем отряда имени С. М. Кирова).